# ミハウ・カジミェシュ・ラジヴィウ・ルィベンコ
ミハウ・カジミェシュ・ラジヴィウ（波: Michał Kazimierz Radziwiłł；リトアニア語: Mykolas Kazimieras Radvila, 1702年6月13日 オルィカ - 1762年5月15日 ヴィリニュス）は、ポーランド・リトアニア共和国の大貴族、公（帝国諸侯）。リトアニア屈指の名門ラジヴィウ家の当主で、同名の祖父ミハウ・カジミェシュ・ラジヴィウと区別するため「魚」を意味するルィベンコ（Rybeńko）の異名で呼ばれる。ネスヴィジとオルィカのオルディナトで、ビルジャイ、ドゥビンギェイ、スウツクおよびコプィタの領主でもあった。

## 生涯
カロル・スタニスワフ・ラジヴィウ公とその妻のアンナ・カタジナ・サングシュコの間の息子として生まれた。若い頃、ヤクプ・ルドヴィク・ソビェスキの娘マリア・カロリナ・ソビェスカと恋に落ち、結婚を望んだが叶わなかった。1727年に白鷲勲章を受けている。
1728年よりリトアニア騎兵隊長、1734年よりリトアニア宮内副長官、1737年よりリトアニア野戦ヘトマンおよびトラカイ城代、1742年よりヴィリニュス城代、1744年よりヴィリニュス県知事およびリトアニア大ヘトマンをそれぞれ務めた。父と同じように、プシェムィシル、ブラツラウ、チュウフフ、オストラ、クシチュフ、オーウルチ、ノヴィ・タルク、パルチェフ、オシェク、カウナスなどの代官職を保有する大土地所有者であった。
最初の妻で劇作家だったウルシュラ・フランチシュカ・ヴィシニョヴィエツカとの間にカロル・スタニスワフ・ラジヴィウ（1734年 - 1790年）ら3男4女をもうけたが、1753年に死別した。同族のレオン・ミハウ・ラジヴィウ（Leon Michał Radziwiłł）の未亡人であるアンナ・ルイーザ・ムィチェルスカと再婚し、間にヒェロニム・ヴィンツェンティ・ラジヴィウ（1759年 - 1786年）ら1男4女をもうけた。